# Cheonghak-dong, Busan
Cheonghak-dong (koreanska: 청학동) är en stadsdel i Sydkorea. Den ligger på ön Yeongdo i stadsdistriktet Yeongdo-gu i staden Busan, i den sydöstra delen av landet, 300 km sydost om huvudstaden Seoul. 

## Indelning
Administrativt är Cheonghak-dong indelat i:
| Namn    | Namn                 | Yta km² | Invånare 31 dec 2019 |
| ------- | -------------------- | ------- | -------------------- |
| 청학1동 | Cheonghak 1(il)-dong | 0,90    | 7 168                |
| 청학2동 | Cheonghak 2(i)-dong  | 1,67    | 19 164               |